# سر جبال الأنديز (فلم)
سر جبال الأنديز (بالإنجليزية: Secret of the Andes) فيلم أمريكي أرجنتيني، من إخراج أليخاندرو أزانو و تمثيل كاميلا بيل ، جون رايز-ديفيس

## روابط خارجية
- سر جبال الأنديز على موقع IMDb (الإنجليزية)
- سر جبال الأنديز على موقع روتن توميتوز (الإنجليزية)
- سر جبال الأنديز على موقع ألو سيني (الفرنسية)
- سر جبال الأنديز على موقع أول موفي (الإنجليزية)
- سر جبال الأنديز على موقع فيلمافينيتي (الإسبانية)
- سر جبال الأنديز على موقع قاعدة بيانات الفيلم (الإنجليزية)
- سر جبال الأنديز على موقع ليتربوكسد (الإنجليزية)
- سر جبال الأنديز على موقع كينوبويسك (الروسية)